# Горбатівка (Калінінградська область)
Горбатівка (рос. Горбатовка, нім. Nortycken) — селище Зеленоградського району, Калінінградської області Росії. Входить до складу Ковровського сільського поселення.
Населення — 152 особи (2015 рік).

## Населення
| 2002 | 2010 |
| ---- | ---- |
| 118  | ↗152 |